# Wilhelm Kosch
Wilhelm Franz Josef Kosch (* 2. Oktober 1879 in Drahan in Mähren; † 20. Dezember 1960 in Wien) war ein österreichischer Literatur- und Theaterhistoriker und Lexikograph. International bekannt wurde das von ihm begründete und später mehrfach erneuerte Deutsche Literatur-Lexikon, meist kurz nur Kosch genannt.

## Leben
Wilhelm Kosch, ein Sohn des Joseph Kosch (1850–1940), Hofrat bei der Mährischen Statthalterei in Brünn, und von dessen Ehefrau Maria Lostiak (1855–1904) aus Proßnitz, studierte zunächst Rechtswissenschaften in Wien, dann Germanistik, Geschichte und Kunstgeschichte in Breslau und bei August Sauer in Prag, wo er 1903 mit der Dissertation „Adalbert Stifter und die Romantik“ zum Doktor der Philosophie promoviert wurde.
1905 wurde er außerordentlicher Professor für deutsche Literaturgeschichte in Freiburg im Üechtland, 1911 in Czernowitz in der Bukowina. Nach 1918 (Ende des Ersten Weltkriegs und Untergang der Monarchie Österreich-Ungarn) musste er Czernowitz verlassen und ging zunächst als Gastprofessor an die Montanuniversität Leoben.
Von 1923 bis zu seiner Emeritierung 1950 war er ordentlicher Professor für deutsche Literatur- und Theatergeschichte an der Universität Nimwegen.
Danach lebte er in Wien und widmete sich seinen Projekten der Lexikonwissenschaften. Er wurde Gründer des Adalbert-Stifter-Archives, des deutschen Eichendorff-Bundes und dessen Zeitschrift „Der Wächter“, war Herausgeber der Reihe „Deutsche Quellen und Studien“ und seit 1908 einer kritischen Eichendorff-Gesamtausgabe.
Kosch war seit 1899 Mitglied der katholischen Studentenverbindung KDStV Nibelungia Brünn. 1925 war er Gründungsmitglied der KDB Suevia auf dem Waldhof zu Graz (ab 1926 im Ring Katholischer Deutscher Burschenschaften (RKDB)) sowie Bandphilister weiterer RKDB-Verbindungen.  Er wurde am Wiener Zentralfriedhof bestattet.

## Schriften
- A. Stifter. Festschrift 1905
- Martin Greif in seinen Werken, 1907
- Die Deutschen in Österreich und ihr Ausgleich mit den Tschechen, 1909
- Menschen und Bücher. Aufsätze 1912
- Melchior Diepenbruck, 1913
- Das deutsche Theater und Drama (im 19. Jahrhundert) seit Schillers Tod. Vier Quellen Verlag, Leipzig (1913)
- M. Sailer, 1914
- Martin von Cochem, 1915
- Feldmarschall Graf Radetzky, 1915
- J. von Eichendorff, 1923
- Das katholische Deutschland (A–S), 1933 ff., (1938)
- Luise von Eichendorff in ihren Briefen an Adalbert Stifter. „Der Wächter“ Verlag, Nymwegen 1940 und 1948.

Herausgeber
- Deutsches Literatur-Lexikon. Biographisches und bibliographisches Handbuch I (1949) – 4 (1958); 2. Auflage 1947–1958; 3. Auflage 1966 ff.
- Das katholische Deutschland (A – Schlüter), 1933–1938
- Biographisches Staatshandbuch 1–2, 1963
- Deutsches Theater-Lexikon (A – Rostok), 1953–1966; Neubearbeitung durch Ingrid Bigler-Marschall, 2013 ff.